# B-67 Nuuk
B-67 Nuuk ist ein grönländischer Sportverein aus Nuuk, der vor allem für seine Fußball- und Badmintonsparte bekannt ist.

## Geschichte

### Erste Jahre
B-67 Nuuk wurde 1967 gegründet und war der dritte Sportverein der Stadt nach NÛK und GSS Nuuk.
B-67 Nuuk nahm erstmals 1967/68 an der Grönländischen Fußballmeisterschaft teil, konnte sich aber nicht für die Schlussrunde qualifizieren. 1969 nahm die Mannschaft erneut teil und konnte sich erstmals für die Schlussrunde qualifizieren, wo sie noch im Halbfinale ausschied. Erst 1981 ist der Verein wieder als Teilnehmer der Schlussrunde überliefert, wo er den vierten Platz belegte. Im Folgejahr war er Gruppensieger der Gruppenphase, verlor dann das Halbfinale und belegte am Ende Platz 3. 1990 ist wieder eine Teilnahme an der Meisterschaft bezeugt, aber der Verein scheiterte in der Qualifikation. 1991 trat der Verein mit zwei Mannschaften an. Während die Zweite Mannschaft in der Vorrunde ausschied, konnte sich die Erste Mannschaft für die Schlussrunde qualifizieren, wo sie den vierten Platz belegte. Auch 1992 traten zwei Mannschaften an. Die Zweite Mannschaft schied erneut in der Vorrunde aus. Die Erste Mannschaft musste sich durch die um ein Tor schlechtere Tordifferenz in der Zwischenrunde geschlagen geben.

### Die ersten Meisterschaften
1993 schied die Zweite Mannschaft zum dritten Mal in Folge in der Vorrunde aus, während die Erste Mannschaft sich für die Schlussrunde qualifizieren konnte, wo sie zum ersten Mal die Meisterschaft gewann. 1994 qualifizierte sich der Verein erneut für die Schlussrunde und holte die zweite Meisterschaft in Folge. Für 1995 sind wieder zwei Mannschaften überliefert, von denen die Zweite in der Zwischenrunde ausschied und die Erste in der Schlussrunde den vierten Platz belegte. 1996 wurde B-67 Nuuk zum dritten Mal in vier Jahren grönländischer Meister. 1997 traten zwei Mannschaften an, von denen sich die Erste für die Schlussrunde qualifizieren konnte, wo sie aber nur den siebten Platz belegte. 1998 erreichte die Mannschaft Platz 5. 1999 scheiterte die Zweite Mannschaft wieder in der Qualifikation, während die Erste Mannschaft zum vierten Mal die Meisterschaft gewinnen konnte. Für 2000 ist B-67 nicht als Teilnehmer überliefert und 2001 verpasste der Verein die Qualifikation. 2002 traten wieder zwei Mannschaften an und die Erste konnte die Schlussrunde als Vizemeister abschließen. 2003 wurde der Verein Dritter und 2004 wieder Vizemeister. 2005 konnte B-67 Nuuk zum fünften Mal die Meisterschaft gewinnen. 2006 verlor der Verein das Halbfinale und wurde nur Dritter. 2007 wurde er Gruppenletzter und belegte am Ende nur Platz 7.

### Der Weg zum Rekordmeister
Mit dem sechsten Titelgewinn der Vereinsgeschichte im Jahr 2008 zog der Verein mit NÛK als erfolgreichster Verein der Stadt gleich. Die Saison 2009 verlief weniger erfolgreich und die Mannschaft verpasste erstmals seit 2001 die Qualifikation für die Schlussrunde. 2010 gelang die Qualifikation wieder und die Mannschaft gewann zum siebten Mal die Meisterschaft. Damit wurde der Verein alleiniger Spitzenreiter der Stadt und zog zudem mit K-33 Qaqortoq als Vizerekordmeister gleich. 2011 wurde die Mannschaft Vizemeister. Von 2012 bis 2016 gewann B-67 Nuuk fünfmal in Folge die Meisterschaft und brach damit den Rekord für die meisten Meisterschaften in Folge, den N-48 Ilulissat mit den drei Meisterschaften zwischen 1982 und 1984 aufgestellt hatte. Zudem überholte die Mannschaft mit dem elften Titelgewinn von 2015 N-48 als Rekordmeister, der bis dahin zehnmal Meister geworden war. 2017 erreichte der Verein zum achten Mal in Folge das Finale, das aber wie 2011 verlorenging. 2018 konnte die Mannschaft zum neunten Mal in Folge ins Finale einziehen und wurde zum dreizehnten Mal grönländischer Meister. Unter verändertem Modus wurde der Verein 2019 nur Vierter. 2020 qualifizierte sich der Verein kampflos für die Schlussrunde, da nur zwei Mannschaften sich auf die zwei Plätze beworben hatten, aber die Schlussrunde musste wegen der Coronaviruspandemie abgesagt werden.

## Platzierungen bei der Meisterschaft
- 1967/68: nicht qualifiziert
- 1969: Platz 3/4 (von 4)
- 1970: nicht qualifiziert
- 1971: unbekannt
- 1972: nicht qualifiziert
- 1973: unbekannt
- 1974: unbekannt
- 1975: unbekannt
- 1976: unbekannt
- 1977: unbekannt
- 1978: unbekannt
- 1979: unbekannt
- 1980: unbekannt
- 1981: Platz 4 (von 6)
- 1982: Platz 3 (von 6)
- 1983: unbekannt
- 1984: unbekannt
- 1985: unbekannt
- 1986: unbekannt
- 1987: unbekannt
- 1988: unbekannt
- 1989: unbekannt
- 1990: nicht qualifiziert
- 1991: Platz 4 (von 6) (Erste Mannschaft), nicht qualifiziert (Zweite Mannschaft)
- 1992: nicht qualifiziert (Erste und Zweite Mannschaft)
- 1993: Meister (Erste Mannschaft), nicht qualifiziert (Zweite Mannschaft)
- 1994: Meister
- 1995: Platz 4 (von 8) (Erste Mannschaft), nicht qualifiziert (Zweite Mannschaft)
- 1996: Meister
- 1997: Platz 7 (von 8) (Erste Mannschaft), nicht qualifiziert (Zweite Mannschaft)
- 1998: Platz 5 (von 8)
- 1999: Meister (Erste Mannschaft), nicht qualifiziert (Zweite Mannschaft)
- 2000: nicht teilgenommen
- 2001: nicht qualifiziert
- 2002: Platz 2 (von 8) (Erste Mannschaft), nicht qualifiziert (Zweite Mannschaft)
- 2003: Platz 3 (von 8)
- 2004: Platz 2 (von 8)
- 2005: Meister
- 2006: Platz 3 (von 8)
- 2007: Platz 7 (von 8)
- 2008: Meister
- 2009: nicht qualifiziert
- 2010: Meister
- 2011: Platz 2 (von 10)
- 2012: Meister
- 2013: Meister
- 2014: Meister
- 2015: Meister
- 2016: Meister
- 2017: Platz 2 (von 8)
- 2018: Meister
- 2019: Platz 4 (von 6)
- 2020: qualifiziert (nicht ausgetragen)
- 2021: (nicht ausgetragen)
- 2022: Platz 2 (von 8)
- 2023: Meister
- 2024: Meister

## Badminton
Im Badminton wurde der Verein von 2000 bis 2002 dreimal in Folge grönländischer Mannschaftsmeister.